# Kelevíz
Kelevíz ist eine ungarische Gemeinde im Kreis Marcali im Komitat Somogy.

## Geografische Lage
Kelevíz liegt 33,5 Kilometer nordwestlich des Komitatssitzes Kaposvár und 7 Kilometer südlich der Kreisstadt Marcali an dem Kanal Sári-csatorna. Nachbargemeinden sind Gadány, Hosszúvíz und Mesztegnyő.

## Geschichte
Im Jahr 1913 gab es in der damaligen Kleingemeinde 72 Häuser und 431 Einwohner auf einer Fläche von 831 Katastraljochen. Sie gehörte zu dieser Zeit zum Bezirk Marczali im Komitat Somogy.

## Sehenswürdigkeiten
- Heimatkundliche Sammlung
- Römisch-katholische Kirche Páduai Szent Antal, erbaut 1910

## Verkehr
Durch Kelevíz verläuft die Hauptstraße Nr. 68. Der Personenverkehr auf der östlich des Ortes verlaufenden Eisenbahnstrecke von Somogyszob nach Balatonszentgyörgy wurde Ende 2009 eingestellt, so dass Bahnreisende den Bahnhof in Balatonmáriafürdő nutzen müssen. Es bestehen Busverbindungen nach Marcali und Kéthely nach Balatonmáriafürdő sowie über Böhönye nach Nagybajom.